# Okeechobee
Okeechobee ist eine Stadt und zudem der County Seat des Okeechobee County im US-Bundesstaat Florida. Das U.S. Census Bureau hat bei der Volkszählung 2020 eine Einwohnerzahl von 5.254 ermittelt.

## Geographie
Die Stadt liegt rund 95 Kilometer nordwestlich von West Palm Beach sowie etwa 160 Kilometer südlich von Orlando und befindet sich am Nordufer des Okeechobeesees, dessen Name sich aus den indianischen oka (Wasser) und chobi (groß) zusammensetzt, und ist Heimat des Radiosenders WYFR.

## Geschichte
Die Stadt wurde im Jahr 1915 gegründet. Im April 1924 wurde das Tochterunternehmen Florida, Western and Northern Railroad der Seaboard Air Line Railroad gegründet, das eine Bahnstrecke von Coleman über Sebring und Okeechobee bis West Palm Beach bauen sollte. Der gesamte Korridor wurde im Januar 1925 eröffnet.

## Demographische Daten
Laut der Volkszählung 2010 verteilten sich die damaligen 5621 Einwohner auf 2051 Haushalte. Die Bevölkerungsdichte lag bei 525,3 Einw./km². 75,5 % der Bevölkerung bezeichneten sich als Weiße, 9,1 % als Afroamerikaner, 1,5 % als Indianer und 0,8 % als Asian Americans. 10,8 % gaben die Angehörigkeit zu einer anderen Ethnie und 2,3 % zu mehreren Ethnien an. 25,2 % der Bevölkerung bestand aus Hispanics oder Latinos.
Im Jahr 2010 lebten in 36,3 % aller Haushalte Kinder unter 18 Jahren sowie 30,6 % aller Haushalte Personen mit mindestens 65 Jahren. 66,8 % der Haushalte waren Familienhaushalte (bestehend aus verheirateten Paaren mit oder ohne Nachkommen bzw. einem Elternteil mit Nachkomme). Die durchschnittliche Größe eines Haushalts lag bei 2,65 Personen und die durchschnittliche Familiengröße bei 3,11 Personen.
27,9 % der Bevölkerung waren jünger als 20 Jahre, 27,5 % waren 20 bis 39 Jahre alt, 23,0 % waren 40 bis 59 Jahre alt und 21,5 % waren mindestens 60 Jahre alt. Das mittlere Alter betrug 36 Jahre. 49,9 % der Bevölkerung waren männlich und 50,1 % weiblich.
Das durchschnittliche Jahreseinkommen lag bei 43.106 $, dabei lebten 26,5 % der Bevölkerung unter der Armutsgrenze.
Im Jahr 2000 war Englisch die Muttersprache von 86,36 % der Bevölkerung und spanisch sprachen 13,64 %.

## Sehenswürdigkeiten
Das Freedman-Raulerson House und das Okeechobee Battlefield sind im National Register of Historic Places gelistet.

## Verkehr
Okeechobee wird von den U.S. Highways 98 und 441 sowie der Florida State Road 70 durchquert.
Der Bahnhof Okeechobee ist eine Station des Zuges Silver Star der Bahngesellschaft Amtrak auf der Linie von Miami nach New York City. Der Zug Silver Meteor fährt ohne fahrplanmäßigen Aufenthalt durch.
Der kommunale Okeechobee County Airport befindet sich direkt nördlich der Stadt. Der nächste internationale Flughafen ist der etwa 100 Kilometer südöstlich gelegene Palm Beach International Airport.

## Kriminalität
Die Kriminalitätsrate lag im Jahr 2010 mit 422 Punkten (US-Durchschnitt: 266 Punkte) im durchschnittlichen Bereich. Es gab eine Vergewaltigung, 17 Raubüberfälle, 15 Körperverletzungen, 74 Einbrüche, 296 Diebstähle und zehn Autodiebstähle.

## Persönlichkeiten
- John Joseph Abercrombie (1798–1877), Brigadegeneral
- Gerald B. H. Solomon (1930–2001), Politiker
- Jim Burgess (1953–1993), Musikproduzent und DJ
- Evan Neal (* 2000), American-Football-Spieler